# Parque nacional Volcán Isluga
El Parque nacional Volcán Isluga es un parque nacional chileno ubicado en la Región de Tarapacá, situado a una altitud promedio de 4.000 m s. n. m., que abarca 174.744 ha distribuidas en las comunas de Colchane, Camiña y Huara. Se creó en 1967, pero sus límites actuales fueron fijados en 1985. 
En general el relieve del parque es bastante regular. Las mayores alturas las registran los cerros Quimsachata de 5.400 m s. n. m., Tatajachura de 5.252 m s. n. m. y Latarama de 5.207 m s. n. m. También es considerable la altura del volcán Isluga, que da nombre al parque, de 5.514.147 m s. n. m., con cumbres permanentemente nevadas y cráteres de emisión fumarólica.
En su interior destacan el río Arabilla, que nace en la vertiente sur de los cerros Quimsachatas y que va cambiando de nombre aguas abajo; la quebrada de Aroma, cuyas aguas superficiales nacen de una serie de afluentes efímeros; y las lagunas Parinacota y Arabilla, que poseen gran variedad de avifauna y entornos escénicos relevantes.
En cuanto al clima, las precipitaciones anuales en promedio van desde los 50 mm a los 250 mm, concentrándose de diciembre a marzo. Las temperaturas promedio anuales son de 10 y -5 °C.
Otro atractivo es el campo geotérmico Puchuldiza, conformado por géiseres y termas, en las que el agua alcanza hasta los 85 °C. Las fumarolas se aprecian principalmente en los amaneceres del altiplano y, en invierno, durante los meses más fríos, las aguas se congelan formando magníficos bloques de hielo.

## Flora representativa
En este paisaje existen comunidades vegetales denominadas matorrales desérticos que comprenden especies como cactáceas, columnares, tolares (Fabiana densa), llaretales (Azorella compacta), queñoales (Polylepis besseri) y bofedales.

## Fauna representativa
La fauna se caracteriza por guanacos (Lama guanicoe), vicuñas (Vicugna vicugna), llamas (Lama glama), alpacas (Vicugna pacos), zorros culpeos (Lycalopex culpaeus), vizcachas (Lagidium viscacia), ratones orejudos bolivianos (Auliscomys boliviensis), ñandúes de la puna o suris (Rhea pennata tarapacensis), patos jergones chicos del norte (Anas flavirostris oxyptera), cuervos de pantano la puna (Plegadis ridgwayi), aguiluchos de la puna (Geranoaetus poecilochrous) y cóndores (Vultur gryphus), entre otros.

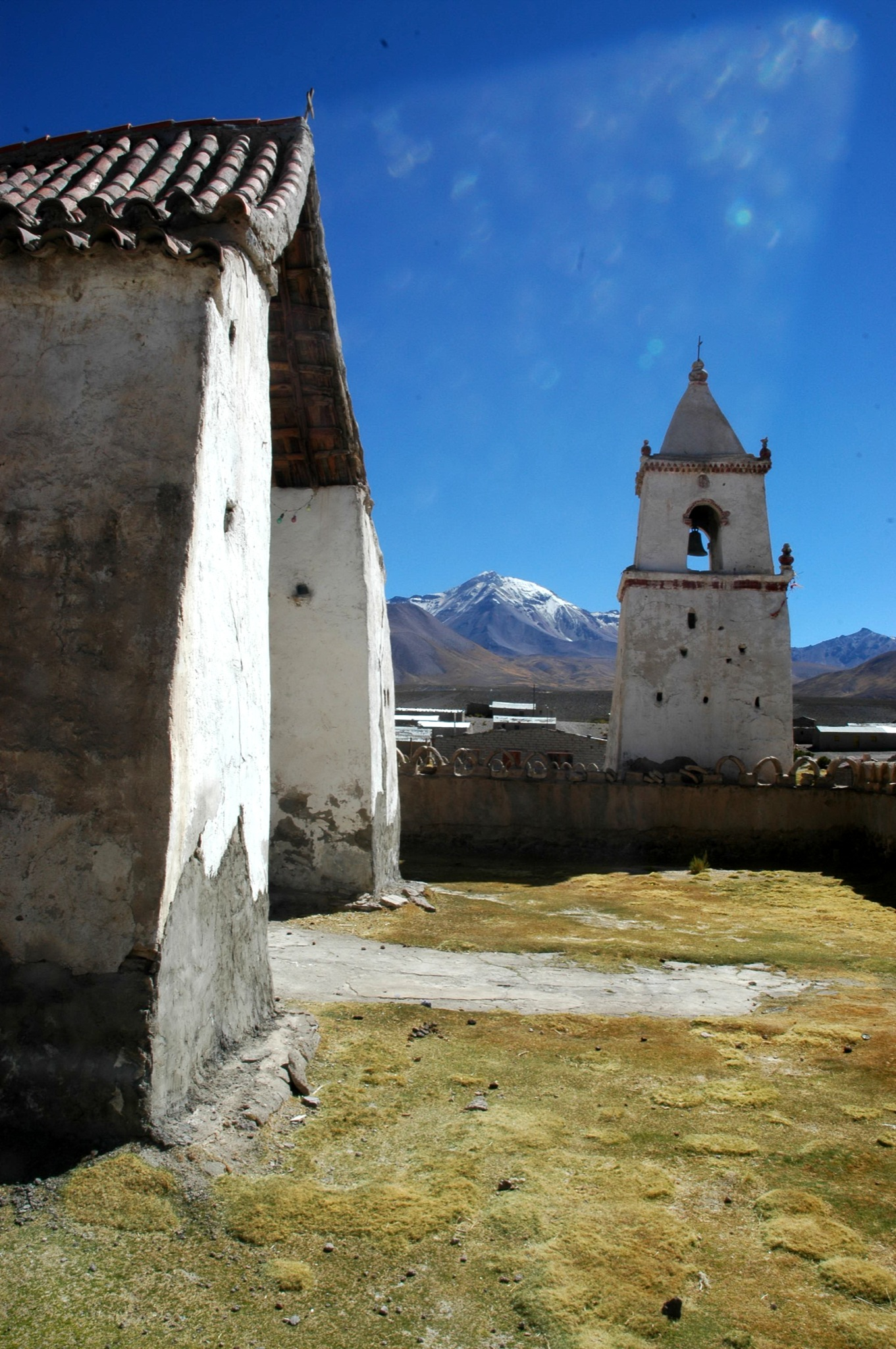
Iglesia de Isluga.
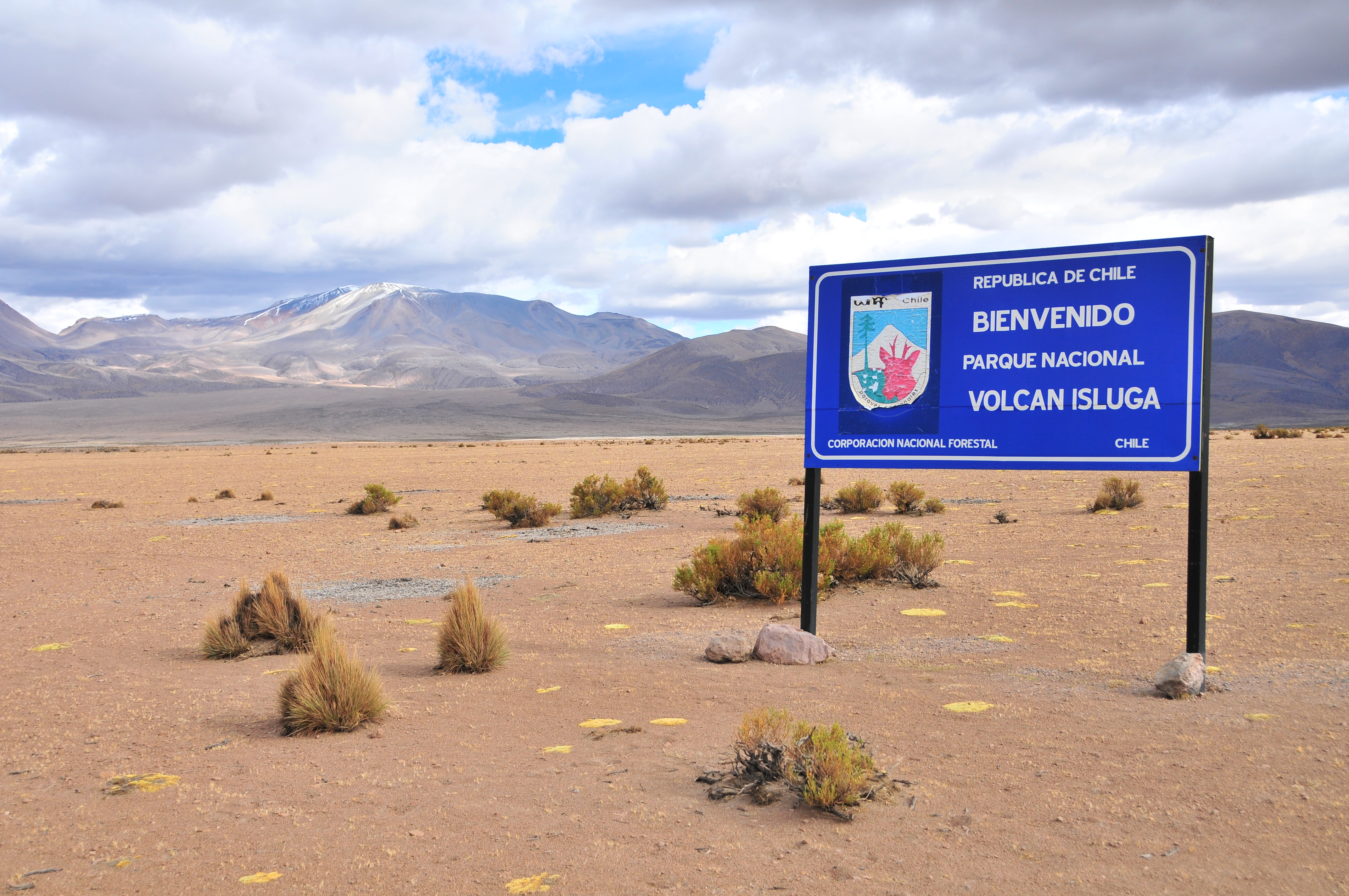
Ingreso al Parque nacional Volcán Isluga.

## Vías de acceso
Se accede al parque por la carretera internacional Ruta 15-CH, que une a la ciudad de Iquique con la localidad de Colchane. es camino pavimentado y dista 190 km de la ciudad de Iquique y 20 km de la localidad de Colchane. La ciudad de Iquique se encuentra a 10 metros sobre el nivel del mar, mientras que Colchane esta a 3.730 metros de altitud.

## Visitantes
Este parque recibe una cantidad reducida de visitantes chilenos y extranjeros cada año.
| Año         | 2010 | 2011 | 2012 | 2013 | 2014 | 2015 | 2016 | 2017 | 2018 | 2019 | 2020 | 2021 | 2022 | 2023 | 2024 |
| ----------- | ---- | ---- | ---- | ---- | ---- | ---- | ---- | ---- | ---- | ---- | ---- | ---- | ---- | ---- | ---- |
| chilenos    | 183  | 89   | 113  | 137  | 139  | 375  | 137  | 168  | 476  | 361  | 72   | 0    | 12   | 19   | 21   |
| extranjeros | 178  | 96   | 74   | 121  | 85   | 55   | 42   | 71   | 72   | 61   | 4    | 0    | 10   | 3    | 2    |
| Total       | 361  | 185  | 187  | 258  | 224  | 430  | 179  | 239  | 548  | 422  | 76   | 0    | 22   | 22   | 23   |

## Protección del subsuelo
El parque nacional Isluga cuenta con una protección de su subsuelo como lugar de interés científico para efectos mineros, de acuerdo al listado oficial del Ministerio de Minería, según lo establece el artículo 17 del Código de Minería. Estas labores sólo pueden ser ejecutadas mediante un permiso escrito por el presidente de la República y firmado además por el ministro de Minería. La prohibición de carácter absoluto para la exploración y explotación minera del suelo y subsuelo no esta contemplada en la legislación chilena.
La condición de lugar de interés científico para efectos mineros fue establecida mediante Decreto Supremo N° 151 de 26 de septiembre de 1985 y publicado el 10 de marzo de 1986, que fija el polígono de protección.